# Aphonopelma breenei
Aphonopelma breenei é uma espécie de aranha pertencente à família Theraphosidae (tarântulas).